# جيك شتاين
جيك شتاين (بالإنجليزية: Jake Stein) هو منافس ألعاب قوى أسترالي، ولد في 17 يناير 1994 في Penrith, New South Wales ‏ في أستراليا.

## وصلات خارجية
- جيك شتاين على موقع الاتحاد الدولي لألعاب القوى (الإنجليزية)
- جيك شتاين على موقع النتائج التاريخية لألعاب القوى الأسترالية (الإنجليزية)
- جيك شتاين على موقع AustralianFootball.com (الإنجليزية)
- جيك شتاين على موقع AFLtables.com (الإنجليزية)
- جيك شتاين على موقع اتحاد ألعاب الكومنولث (مؤرشف) (الإنجليزية)